# Yachthouse Residence Club
El Yachthouse Residence Club es un complejo residencial de departamentos de alto lujo, compuesto por dos torres gemelas aún en construcción en Balneário Camboriú, en el estado de Santa Catarina, al sur de Brasil. En 2020, los dos edificios alcanzaron la altura de 281 metros, convirtiéndose en los más altos de Brasil. Sin embargo, sus trabajos continuaron hasta 2022. En este año, el edificio One Tower, en la misma ciudad, se convirtió en el más alto de Brasil, con 290 metros de altura. Sin embargo, en 2024, con la colocación de pináculos, las torres Yachthouse volvieron a ser las más altas del país, con 294,1 metros.
Los dos edificios están ubicados en la Avenida Normando Tedesco, 1333, y cada una de las dos torres tiene 280,3 metros de altura, con un total de 81 pisos y 120.000 m² de área construida. El costo de la obra se estima en 200 millones de reales y cada apartamento se estima en 4 millones de reales. Es una realización del Grupo Pasqualotto & GT, con un diseño de la oficina de Pininfarina.
Su construcción involucró aproximadamente a 600 trabajadores y 87.000 m³ de hormigón y se utilizó la técnica de estabilizadores.